# Repentir (christianisme)
Pour les articles homonymes, voir Repentance.
La repentance dans le christianisme, est la reconnaissance, la confession et le renoncement au péché. Le repentir et la repentance chrétienne sont à la fois un acte moral et un acte de foi.

## Origines
Dans la langue du Nouveau Testament, en grec, metanoia signifie un changement des pensées intérieures et des actes extérieurs.
Dans le Nouveau Testament, Jean le Baptiste appelait à la repentance lors de ses discours . Jésus appelait également à la repentance lors de son annonce de l’Évangile pour le Salut. C’était un point central dans les prédications de Pierre et Paul de Tarse.

## Caractéristiques
La repentance implique la reconnaissance, la confession et le renoncement au péché pour accepter la transformation et la rédemption de Dieu.
Dans le christianisme, les actes de repentance n'obtiennent pas le pardon de Dieu pour des péchés ; plutôt, le pardon est attribué comme un don de Dieu à ceux qu'il sauve. Elle est également vue comme l’acceptation de la mort de Jésus pour les péchés des humains.

## Théologie

### Catholicisme
Dans le catholicisme, la repentance s'effectue au début de la célébration eucharistique (la messe), ou avant le sacrement de pénitence et de réconciliation.

### Christianisme évangélique
Dans le christianisme évangélique, la repentance est nécessaire au salut et à la nouvelle naissance. Elle fait l’objet d’invitation spéciale lors des prédications et des cultes. Elle fait aussi partie de la vie chrétienne et du processus de sanctification.